# Cavalões
Cavalões é uma povoação portuguesa do Município de Vila Nova de Famalicão que foi sede da extinta Freguesia de Cavalões, freguesia que tinha 4,33 km² de área e 1 539 habitantes (2011), e, por isso, uma densidade populacional de 355,4 hab/km².
A Freguesia de Cavalões foi extinta em 2013, no âmbito de uma reforma administrativa nacional, tendo sido agregada às Freguesias de Gondifelos e Outiz para formar uma nova freguesia denominada União das Freguesias de Gondifelos, Cavalões e Outiz com sede em Gondifelos.

## População
| População da freguesia de Cavalões | População da freguesia de Cavalões | População da freguesia de Cavalões | População da freguesia de Cavalões | População da freguesia de Cavalões | População da freguesia de Cavalões | População da freguesia de Cavalões | População da freguesia de Cavalões | População da freguesia de Cavalões | População da freguesia de Cavalões | População da freguesia de Cavalões | População da freguesia de Cavalões | População da freguesia de Cavalões | População da freguesia de Cavalões | População da freguesia de Cavalões |
| ---------------------------------- | ---------------------------------- | ---------------------------------- | ---------------------------------- | ---------------------------------- | ---------------------------------- | ---------------------------------- | ---------------------------------- | ---------------------------------- | ---------------------------------- | ---------------------------------- | ---------------------------------- | ---------------------------------- | ---------------------------------- | ---------------------------------- |
| 1864                               | 1878                               | 1890                               | 1900                               | 1911                               | 1920                               | 1930                               | 1940                               | 1950                               | 1960                               | 1970                               | 1981                               | 1991                               | 2001                               | 2011                               |
| 473                                | 562                                | 538                                | 434                                | 640                                | 474                                | 497                                | 567                                | 651                                | 701                                | 715                                | 990                                | 1 240                              | 1 465                              | 1 539                              |

### Nos censos de 1911 a População
| População da Freguesia de Cavalões | População da Freguesia de Cavalões | População da Freguesia de Cavalões | População da Freguesia de Cavalões | População da Freguesia de Cavalões | População da Freguesia de Cavalões | População da Freguesia de Cavalões | População da Freguesia de Cavalões | População da Freguesia de Cavalões | População da Freguesia de Cavalões | População da Freguesia de Cavalões | População da Freguesia de Cavalões | População da Freguesia de Cavalões | População da Freguesia de Cavalões | População da Freguesia de Cavalões |
| ---------------------------------- | ---------------------------------- | ---------------------------------- | ---------------------------------- | ---------------------------------- | ---------------------------------- | ---------------------------------- | ---------------------------------- | ---------------------------------- | ---------------------------------- | ---------------------------------- | ---------------------------------- | ---------------------------------- | ---------------------------------- | ---------------------------------- |
| 1864                               | 1878                               | 1890                               | 1900                               | 1911                               | 1920                               | 1930                               | 1940                               | 1950                               | 1960                               | 1970                               | 1981                               | 1991                               | 2001                               | 2011                               |
| 473                                | 562                                | 538                                | 434                                | 640                                | 474                                | 497                                | 567                                | 651                                | 701                                | 715                                | 990                                | 1 240                              | 1 465                              | 1 539                              |

Nos censos de 1911 a 1930 tinha anexada a freguesia de Gemunde. tinha anexada a freguesia de Gemunde.

## Património
- Capela de São Gonçalo, antiga Capela das Almas (classificada como de interesse municipal)
- Igreja de São Martinho